# Panicum lanipes
Panicum lanipes är en gräsart som beskrevs av Carl Christian Mez. Panicum lanipes ingår i släktet vipphirser, och familjen gräs. Inga underarter finns listade i Catalogue of Life.